# Senatus populusque Romanus

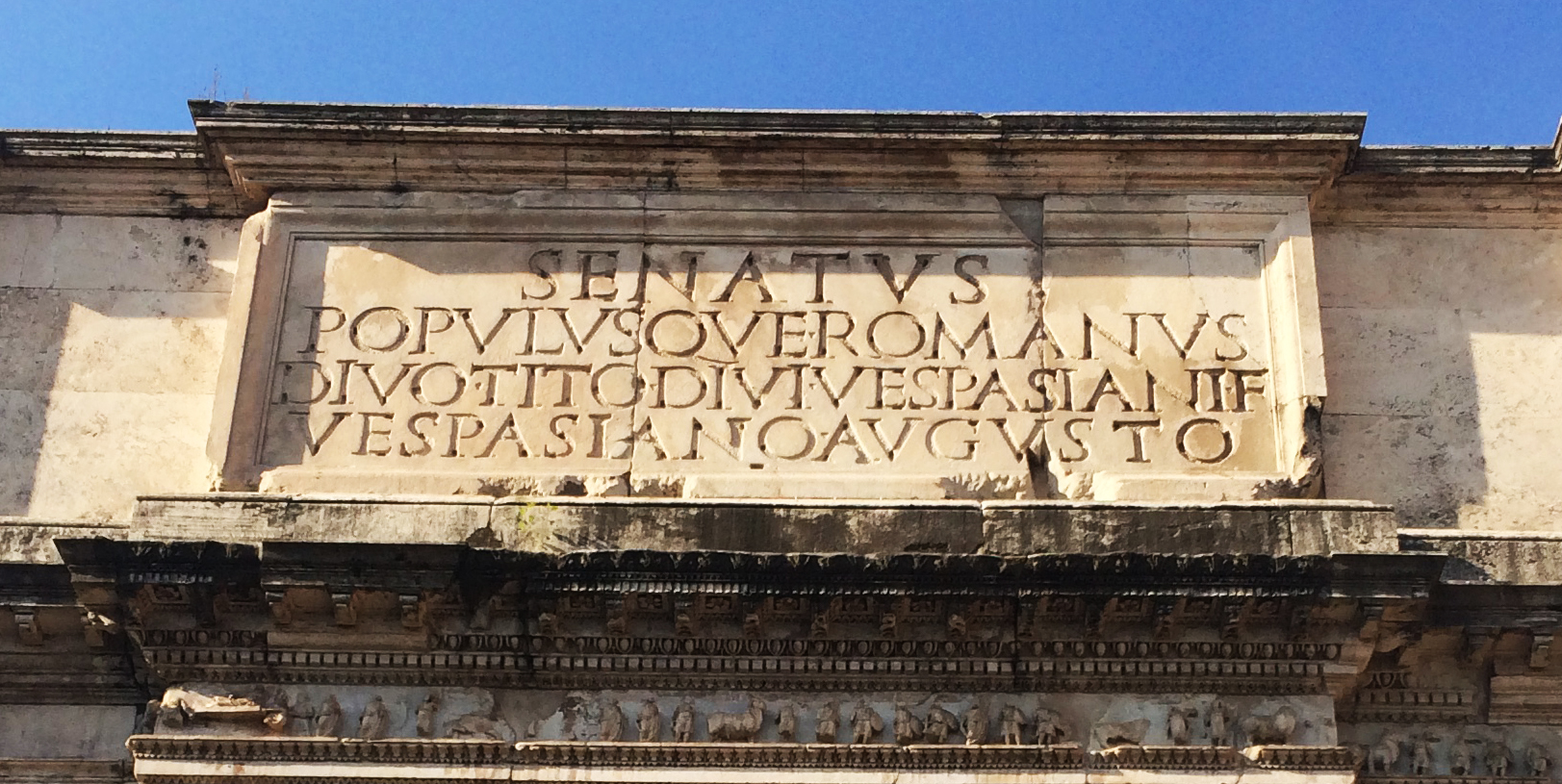
Inscription de l'arc de Titus.

Pour les articles homonymes, voir S.P.Q.R. (homonymie).
Senatus populusque Romanus est une devise en latin, qui signifie « Le Sénat et le peuple romain »,. Souvent abrégée sous la forme du sigle SPQR, elle était l'emblème de la République romaine, puis par tradition de l'Empire romain. Ces quatre lettres représentaient le pouvoir politique romain. Elles constituent encore aujourd'hui le symbole de la ville de Rome.

## Dans la Rome antique
Le sigle symbolisait l'union du Sénat romain, les descendants des compagnons de Romulus, le fondateur de la ville, et du peuple romain, la composante essentielle en quantité de la République, l'ensemble des citoyens romains.
Cette devise se trouvait sous forme de sigle sur les monuments publics, comme les frontons des temples ou des arcs de triomphe. Elle était très probablement également employée sur les bannières militaires. D'une manière générale, toute réalisation impériale était susceptible d'être revêtue de cette devise.

## Dans la Rome contemporaine

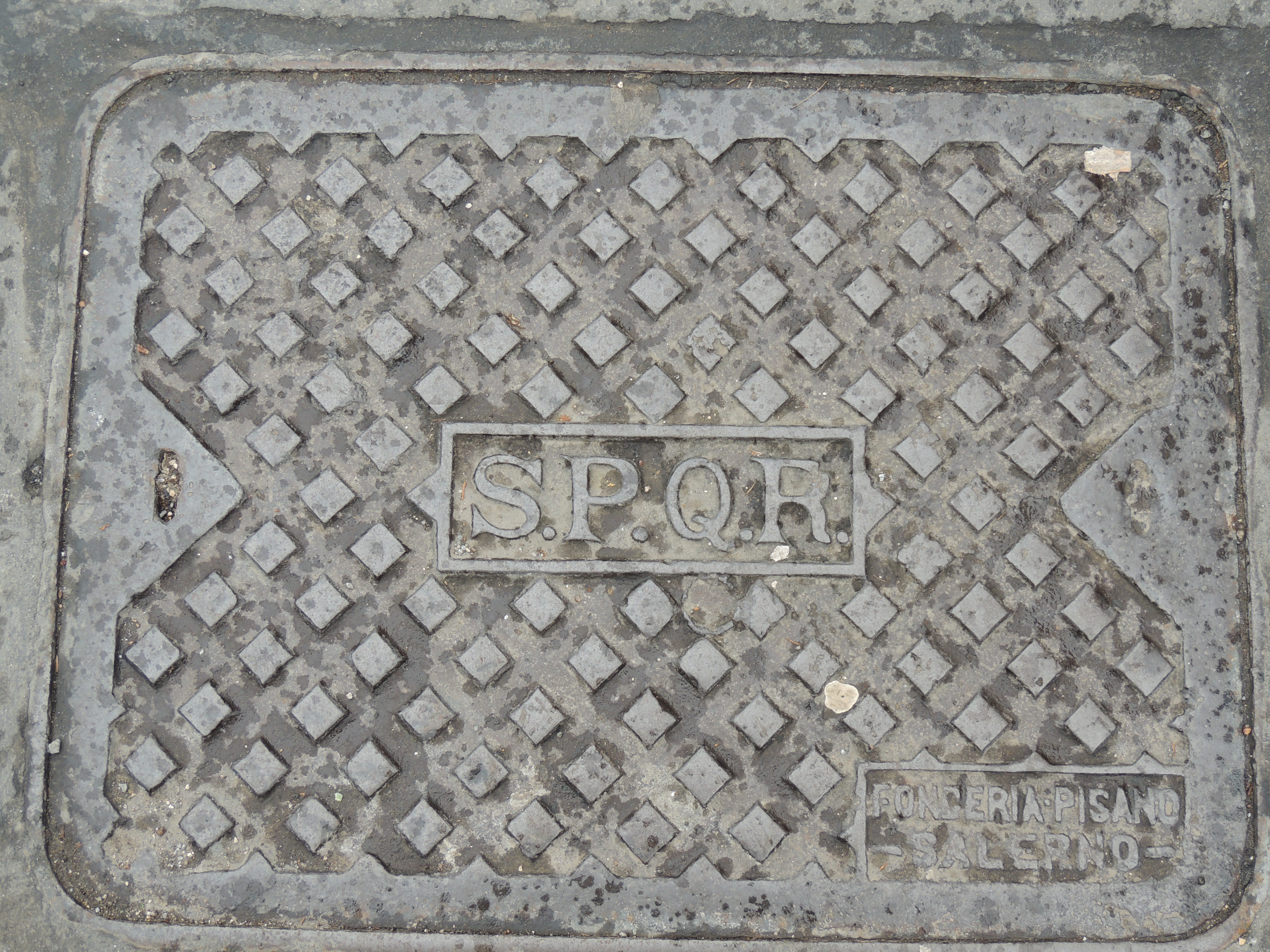
Plaque d'égout située sur le pont Saint-Ange à Rome sur laquelle figure le sigle SPQR.

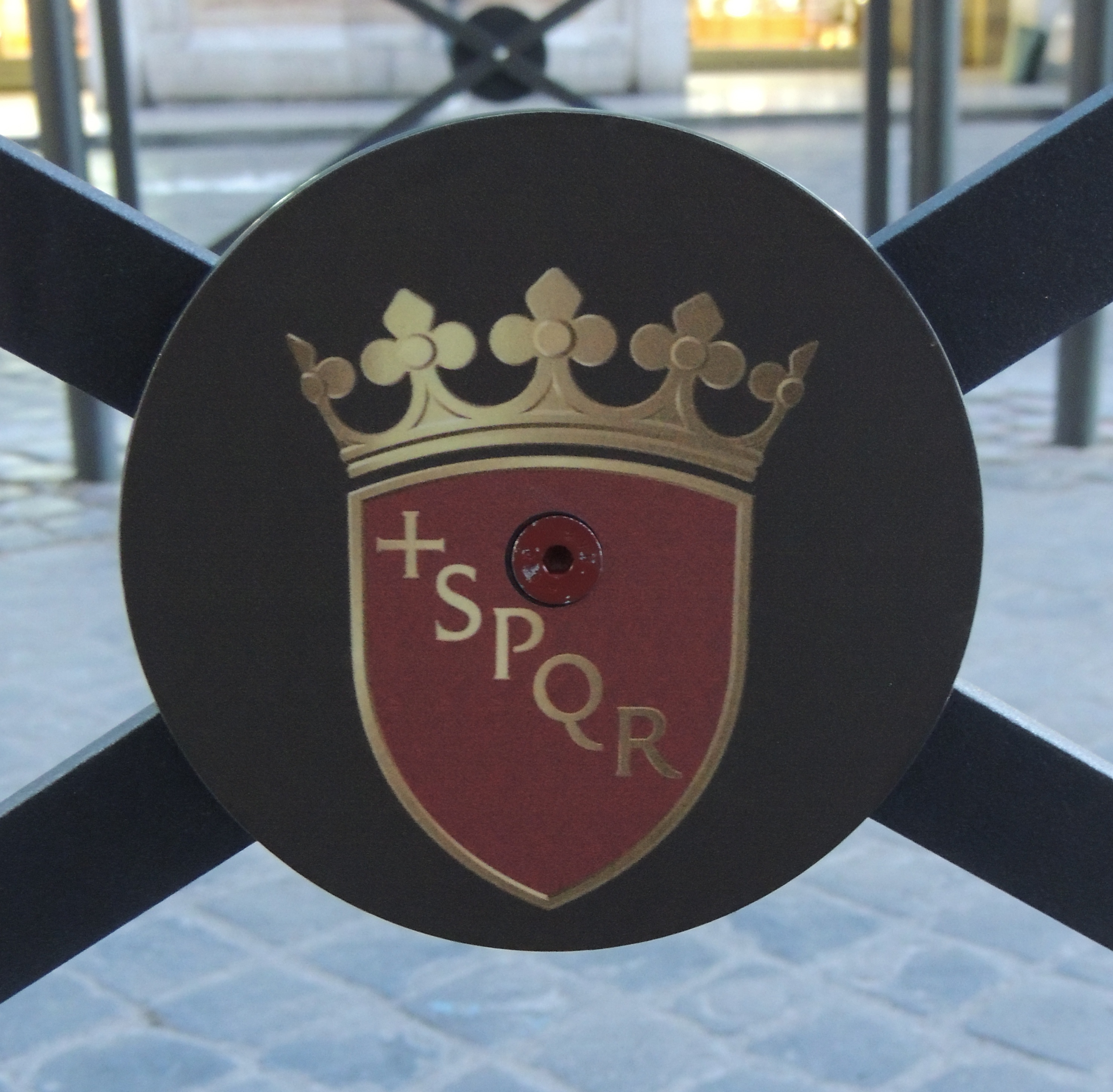
Sigle SPQR sur une balustrade située via della Conciliazione à Rome.

Les lettres SPQR font toujours partie du blason de la ville de Rome et figurent sur les bâtiments, bouches d'égouts, bouches d'incendie et ouvrages publics de la ville[source insuffisante].

## Culture populaire
- La traduction italienne d'Astérix fait allusion au fait que l'expression SPQR peut aussi être comprise comme Sono pazzi questi romani (« Ils sont fous, ces Romains ! »)[4],[5],[6].
- S.P.Q.R., un téléfilm allemand de Volker Koch avec Pier Paolo Pasolini diffusé en 1972.
- S.P.Q.R. - 2000 e ½ anni fa, un film italien de Carlo Vanzina sorti en 1994, qui transpose l'opération Mains propres à l'époque de la Rome antique.
- Dans le film Gladiator (2000), le personnage principal, Maximus Decimus Meridius, un général romain déchu, tente d'effacer le tatouage SPQR qu'il porte sur l'épaule gauche avec le bord tranchant d'un coquillage.
- Dans la série française Kaamelott, Arthur, roi de Bretagne, a été marqué au fer rouge du SPQR sur la plante du pied droit à l'âge de 6 ans et demi[7].
- Les différentes éditions de la vidéo du concert Français pour une nuit du groupe Metallica comportent l'inscription MPQN — Metallica Populus Que Nimus (nom latin erroné de la ville de Nîmes, une inscription plus juste aurait été Nemausus).
- Dans le jeu vidéo Assassin's Creed Brotherhood, les tunnels servant à se déplacer plus vite portent l'inscription SPQR.
- Dans la série Héros de l'Olympe, suite de Percy Jackson, les membres du Camp Jupiter se font tatouer le sigle SPQR et des barres symbolisant leur appartenance à la légion et leur nombre d'années de service.
- Dans le jeu vidéo Ryse: Son of Rome, le sigle SPQR est inscrit sur plusieurs éléments et est aussi à l'origine du nom d'un chapitre.
- Au sein de son roman Finnegans Wake, l'irlandais James Joyce, parodie la devise romaine en "SPeaQeR" : " [...] pour que le pandémonium cède le pas à l'Harlequinade et commence vraiment de prononcer en SPeaQeR la farce finale marquant le temps. Réduisant tout espatial au Nonfutur"[8]